# Crotalaria leptostachya
Crotalaria leptostachya är en ärtväxtart som beskrevs av George Bentham. Crotalaria leptostachya ingår i släktet sunnhampor, och familjen ärtväxter. Inga underarter finns listade i Catalogue of Life.